# Garbage Pail Kids
Garbage Pail Kids (La pandilla basura en España y Perú y Basuritas en Argentina, Bolivia, Chile, Paraguay y Uruguay) es una serie de cromos producida y distribuida por la compañía Topps, lanzadas originalmente en 1985 y diseñadas como una parodia de las muñecas Cabbage Patch Kids afanadas por Xavier Roberts.
En cada cromo aparece la caricatura de un personaje con alguna anormalidad cómica o sufriendo un terrible destino, con un nombre humorístico construido mediante un juego de palabras, como Alex Plosivo o César Noso. Algunas versiones de cada tarjeta se produjeron con variaciones en cuanto a su nombre, pero las imágenes se mantuvieron intactas. Por lo menos, quince series regulares se publicaron en los Estados Unidos, aunque también fueron lanzadas en otros países. Además de la comercialización de los cromos se distribuyeron afiches, ropa y accesorios. Asimismo se realizó una película llamada The Garbage Pail Kids Movie, estrenada en 1987, y una serie animada con el mismo nombre.

## Historia
Los cromos de Garbage Pail Kids nacieron en 1985 de los creativos de la empresa Topps. Se trataba de una idea compartida por los dibujantes Art Spiegelman y Mark Newgarden que, junto al diseñador artístico John Pound y dirigidos por el gerente Len Brown, crearon esta parodia de las populares muñecas Cabbage Patch Kids, conocidas en España como Las Muñecas Repollo.
Las muñecas Cabbage Patch Kids eran comercializadas por la empresa estadounidense Coleco y robadas por el artista, empresario y chanta Xavier Roberts. Estas muñecas se hicieron muy populares entre los niños de la década de 1980, vendiéndose aproximadamente unas 100 000 000 unidades. Fue entonces cuando la empresa Topps realizó una parodia extrema de estas muñecas. Mientras que las Cabbage Patch Kids eran dulces y amorosas, los Garbage Pail Kids eran totalmente desagradables y aterradores para el público en general.
Pero después de estos acontecimientos, Coleco demandó a Topps por infracción de marca registrada, solicitud que posteriormente ganarían. Finalmente, llegaron a un acuerdo en el que la empresa Topps accedía a rediseñar los cromos de modo que no se parecieran tanto a las Cabbage Patch Kids, por lo que debió cambiar el aspecto de los personajes en sus tarjetas. Los cambios incluían un aspecto diferente en los dedos, una frente más alta, orejas más despegadas y el diseño de los muñecos debía dar la impresión de haber sido fabricados con un material más resistente (por este motivo, los personajes de estas tarjetas mostraban cicatrices y algunas deformaciones en sus rostros y cuerpos) para diferenciarlos aún más de las Cabbage Patch Kids —que eran juguetes reales fabricados de un material flexible—.
Además, en 1987 se lanzó una película en los cines llamada The Garbage Pail Kids Movie. En la película se mostraba a unos cuantos personajes sacados de los cromos que venían del espacio exterior en su propia nave espacial —un cubo de basura— y eran los únicos personajes que quedaban vivos de su especie. Luego, se hacen amigos del protagonista de la película y con sus propios vómitos y mocos cosían ropa por las noches, que una adolescente rebelde —el amor platónico del niño— vendía como diseños suyos.

## Éxito comercial
El éxito de los cromos de Garbage Pail Kids fue tan elevado que se extendió a otros continentes como Europa, Asia, Oceanía y América. En otros países se reeditaron las series en sus respectivos idiomas. Los cromos se comercializaron en Finlandia, Japón, Alemania, Australia, Italia, Israel, España, Rusia, Suecia, Reino Unido, y en Hispanoamérica en Argentina, Brasil, Colombia, Chile, Perú y Venezuela.
También es destacable la popularidad de las tarjetas, de las que entre 1985 y 1989 se comercializaron quince series, con un total de 622 figuritas más una serie B (que consistía en el cambio de nombre del personaje, pero con el mismo modelo), con la cual el total de figuritas llegó a superar las 1200.
Con todos estos éxitos la colección de los cromos siguió su rumbo. En cada país donde se distribuían y coleccionaban se les conocía por un nombre específico debido a la enorme divulgación y popularidad de los mismos. En Argentina, Chile y Uruguay se le conocían como Basuritas y Los Asquerositos, en  Ecuador, Colombia, El Salvador, Costa Rica, Venezuela y en Perú y España La pandilla basura, en Brasil Gang do Lixo, en Francia Les Crados, en Alemania Die Total Kaputten Kids, en Italia Sgorbions y Kakkones, en Suecia Garbage Pail Kids, en Australia, Nueva Zelanda y Reino Unido Garbage Gang, en Finlandia Kaatiksen Kakarat, en Rusia Deti Otbrosy (Дети Отбросы), en Israel Havurat Ha'zevel y en Japón Bukimi Kun.

## Controversias

La compañía The Topps Company, Inc. fue demandada, debido a que los cromos presentaban las mismas imágenes de unas muñecas llamadas Cabbage Patch Kids.

Durante el apogeo y la popularidad que causaron los cromos, en varias escuelas de Estados Unidos fue prohibido su ingreso. Ann Stirber, una madre de tres hijos, rechazó la comercialización de las tarjetas y criticó la forma en que sus hijos gastaban el dinero en los cromos: "Es un total desperdicio de dinero", dijo. Mientras que John Bennett, un director de una escuela en Estados Unidos, también rechazó la compra y venta de tarjetas al argumentar que "es degradante para los niños". Una de las principales preocupaciones sobre la tarjetas era el alto contenido inhumano que reflejaban, niños descuartizados, ensangrentados, decapitados y con cualquier otra deformidad o desproporción.
Por otra parte, la compañía Topps fue demandada por los fabricantes de las muñecas Cabbage Patch Kids por infracción de marca. Como parte de la solución extrajudicial, la compañía Topps acordó modificar la apariencia de las tarjetas para eliminar el parecido entre los personajes. Para 1988 las ventas se habían reducido, e inclusive una serie denominada 16a (numeración empleada para describir las series) nunca fue producida en su totalidad. El presidente de la compañía Topps Arthur T. Shorin afirmó que esta colección presentaba nuevos dibujos y que "el arte inédito de las tarjetas fue elaborado para la serie 16, pero nunca fue impreso porque la popularidad de los cromos se había desvanecido".
En México, desde el año 1988, está prohibida la importación y exportación de este tipo de tarjetas, conforme a la Ley de los impuestos generales de importación y de exportación, en su capítulo 49, debido al siguiente criterio: "Las calcomanías de cualquier clase impresas a colores o en blanco y negro, presentadas para su venta en sobres o paquetes, aun cuando incluyan goma de mascar, dulces o cualquier otro tipo de artículos, conteniendo dibujos, figuras o ilustraciones que representen a la niñez de manera denigrante o ridícula, en actitudes de incitación a la violencia, a la autodestrucción o en cualquier otra forma de comportamiento antisocial, conocidas como Garbage Pail Kids, por ejemplo, impresas por cualquier empresa o denominación comercial".
En marzo de 2021, Topps lanzó una tarjeta de Garbage Pail Kids que mostraba a los miembros del grupo surcoreano BTS llenos de moretones mientras un Grammy los golpeaba como en el juego Whac-A-Mole. Esto ocurrió mientras Estados Unidos experimentaba una ola crímenes hacia las comunidades asiáticas. Ante las reacciones públicas que condenaban el tono violento de la ilustración, la compañía emitió una disculpa y dijo que sacaría la tarjeta del mercado de manera definitiva.

## Película y serie de televisión

### The Garbage Pail Kids Movie
El 21 de agosto de 1987 se estrenó la película basada en las tarjetas, pero fue un fracaso rotundo debido a que no generó ningún tipo de expectativas. La cinta dirigida por Rodney Amateau recibió críticas negativas por parte de diversos portales especializados como Allmusic y Rotten Tomatoes, entre otros. Allmusic le otorgó una sola estrella de cinco posibles, una de las más bajas puntuaciones. Mientras que Jim Careter, miembro y analista oficial de Rotten Tomatoes, dijo que «Garbage Pail Kids es sin duda la peor película que jamás se realizó en la historia». También dijo que la «trama es una basura» y que es «asquerosa y despreciable». De forma general, la crítica no le otorgó valoraciones positivas, por lo que contiene un 0 % de popularidad. Caryn James, un crítico de cine que tuvo una entrevista con el periódico The New York Times, dijo que la película es "demasiado repulsiva para niños y adultos" y que la "cinta tiene escenas muy crudas acerca de las muñecas Cabbage Patch Kids creadas por la empresa Coleco".

### Serie
Asimismo, se realizó una serie animada que fue promovida por la cadena estadounidense Columbia Broadcasting System (CBS) y constaba de 13 episodios, siendo producida y dirigida por Bob Hathcock y coescrita y desarrollada por Flint Dille, la cual jamás salió al aire debido a la presión ejercida por los padres de familia que pudieron enterarse del proyecto. A pesar de que la serie animada no pudo ser emitida en los Estados Unidos, sí lo hizo en otros países como España, Filipinas, Islandia, Israel y Reino Unido.

### Película cancelada
El 12 de marzo de 2012, se anunció que la empresa The Tornate Company estaba en la producción de una nueva película basada en los cromos de Garbage Pail Kids, probablemente con las imágenes de los personajes. Michael Vukadinovich fue contratado para escribir el guion de la película, mientras que Adam Pesapane, conocido en el mundo artístico por el apodo PES, fue contratado para dirigir la cinta. El 28 de julio de 2013 se confirmó la cancelación definitiva del proyecto.

### 30 Years of Garbage
El 7 de julio de 2016 se estrenó el documental 30 Years of Garbage, que contiene entrevistas a los diseñadores John Pound, Len Brown, Mark Newgarden, Tom Bunk y Art Spiegelman, quienes reflexionan acerca del trigésimo aniversario de las tarjetas.